# Parthenodes oxygona
Parthenodes oxygona là một loài bướm đêm trong họ Crambidae.